# Kolczakowiec
Kolczakowiec (Proechimys) – rodzaj ssaków z podrodziny kolczaków (Echimyinae) w obrębie rodziny kolczakowatych (Echimyidae).

## Rozmieszczenie geograficzne
Rodzaj obejmuje gatunki występujące w Ameryce Środkowej i Południowej.

## Morfologia
Długość ciała (bez ogona) 141–300 mm, długość ogona 88–240 mm; masa ciała 100–1000 g.

## Systematyka
Rodzaj zdefiniował w 1899 roku amerykański zoolog Joel Asaph Allen w artykule zatytułowanym Nazwy rodzajowe Echimys i Loncheres, opublikowanym w czasopiśmie „Bulletin of the American Museum of Natural History”. Gatunkiem typowym jest (oryginalne oznaczenie) kolczakowiec trynidadzki (P. trinitatis). 

### Etymologia
Proechimys (Proechinomys): gr. προ pro ‘blisko, w pobliżu’; rodzaj Echimys G. Cuvier, 1809 (kolczak).

### Podział systematyczny
Do rodzaju należą następujące występujące współcześnie gatunki:
| Grafika | Gatunek                   | Autor i rok opisu                 | Nazwa zwyczajowa                 | Podgatunki         | Rozmieszczenie geograficzne | Podstawowe wymiary                                | Status IUCN |
| ------- | ------------------------- | --------------------------------- | -------------------------------- | ------------------ | --- | ------------------------------------------------- | ----------- |
|         | Proechimys canicollis     | (J.A. Allen, 1899)                | kolczakowiec kolumbijski         | gatunek monotypowy | od doliny dolnego biegu rzeki Magdalena (północno-wschodnia Kolumbia) na wschód do jeziora Maracaibo (północno-zachodnia Wenezuela); zakres wysokości: 0–1700 m n.p.m.                                                        | DC: około 22 cm DO: około 16,8 cm MC: brak danych | LC          |
|         | Proechimys decumanus      | (O. Thomas, 1899)                 | kolczakowiec pacyficzny          | gatunek monotypowy | pacyficzne, przybrzeżne niziny w Ekwadorze i północno-zachodnim Peru; zakres wysokości: 0–800 m n.p.m. | DC: 26–30 cm DO: około 19,6 cm MC: brak danych    | NT          |
|         | Proechimys simonsi        | O. Thomas, 1900                   | kolczakowiec nadrzeczny          | gatunek monotypowy | wschodnie zbocza Andów i Nizina Amazonki w południowej Kolumbii, wschodnim Ekwadorze, wschodnim Peru, północnej Boliwii i zachodniej Brazylii; zakres wysokości: 50–2000 m n.p.m.                                             | DC: 16,5–27 cm DO: 11,8–23 cm MC: 160–400 g       | LC          |
|         | Proechimys echinothrix    | M.N.F. da Silva, 1998             | kolczakowiec sztywnokolcy        | gatunek monotypowy | endemit Brazylii: obie strony rzeki Amazonka, na zachód od rzek Rio Negro i Madeira; być może południowo-wschodnia Kolumbia; zakres wysokości: około 300 m n.p.m.                                                             | DC: 14,1–24 cm DO: 10,6–21 cm MC: 240–280 g       | LC          |
|         | Proechimys semispinosus   | (Tomes, 1860)                     | kolczakowiec środkowoamerykański | 10 podgatunków     | wschodni Honduras, wschodnia i południowa Nikaragua, Kostaryka, Panama (wraz z Wyspami Perłowymi), zachodnia Kolumbia (wraz z wyspą Gorgona) oraz zachodni Ekwador; zakres wysokości: 0–500 m n.p.m.                          | DC: około 29 cm DO: około 24 cm MC: 0,26–1 kg     | LC          |
|         | Proechimys oconnelli      | J.A. Allen, 1913                  | kolczakowiec pustelniczy         | gatunek monotypowy | na wschód od wschodnich Andów u źródeł rzek Meta i Guaviare; zakres wysokości: 170–700 m n.p.m. | DC: około 25 cm DO: około 17,5 cm MC:brak danych  | DD          |
|         | Proechimys quadruplicatus | Hershkovitz, 1948                 | kolczakowiec nizinny             | gatunek monotypowy | południowa i wschodnia Kolumbia, południowa Wenezuela, północno-zachodnia Brazylia, wschodni Ekwador i północne Peru, w dużej mierze na północ od rzeki Amazonka, na wschód od rzeki Rio Negro                                | DC: 21–29 cm DO: 12,5–20 cm MC: 300–700 g         | LC          |
|         | Proechimys steerei        | E.A. Goldman, 1911                | kolczakowiec zalewowy            | gatunek monotypowy | wschodnie Peru, północno-zachodnia Boliwia i zachodnia Brazylia, w dużej mierze na południe od rzeki Amazonka, na północ od rzeki Amazonka, tuż na zachód od dolnego biegu rzeki Rio Negro; zakres wysokości: 50–400 m n.p.m. | DC: 21–49 cm DO: 12–21 cm MC: 300–800 g           | LC          |
|         | Proechimys goeldii        | O. Thomas, 1905                   | kolczakowiec leśny               | gatunek monotypowy | endemit Brazylii: wschodnia część Niziny Amazonki, głównie na południe od rzeki Amazonka i na wschód od rzeki Madeira, na południe do Mato Grosso; zakres wysokości: 0–300 m n.p.m.                                           | DC: 18,8–27 cm DO: 10–17,1 cm MC: brak danych     | LC          |
|         | Proechimys guyannensis    | (É. Geoffroy Saint-Hilaire, 1803) | kolczakowiec kajeński            | gatunek monotypowy | Kotlina Amazonki w południowej i wschodniej Wenezueli, regionie Gujana i północno-wschodniej Brazylii (na wschód od rzeki Rio Negro, na północ od rzeki Amazonka); zakres wysokości: 0–500 m n.p.m.                           | DC: 18–23 cm DO: 11–18,6 cm MC: brak danych       | LC          |
|         | Proechimys roberti        | O. Thomas, 1901                   | kolczakowiec brazylijski         | gatunek monotypowy | endemit Brazylii: amazońskie niziny na południe od rzeki Amazonka, na południe do cerrado (Goiás i Mato Grosso); zakres wysokości: 0–1000 m n.p.m.                                                                            | DC: 20–23 cm DO: około 16 cm MC: 170–240 g        | LC          |
|         | Proechimys pattoni        | M.N.F. da Silva, 1998             | kolczakowiec peruwiański         | gatunek monotypowy | źródła rzeki Juruá (zachodnia Brazylia oraz wschodnie i południowo-wschodnie Peru) | DC: 14,6–19,3 cm DO: 10,6–14,1 cm MC: 100–120 g   | LC          |
|         | Proechimys kulinae        | M.N.F. da Silva, 1998             | kolczakowiec indiański           | gatunek monotypowy | północno-wschodnie Peru (na południe od rzeki Amazonka) i zachodnia Brazylia (środkowy bieg rzeki Juruá); zakres wysokości: 120–180 m n.p.m.                                                                                  | DC: 14,4–19 cm DO: 9,5–14 cm MC: 130–170 g        | DD          |
|         | Proechimys gardneri       | M.N.F. da Silva, 1998             | kolczakowiec skryty              | gatunek monotypowy | zachodnia Brazylia pomiędzy rzekami Madeira i Juruá oraz skrajnie północna Boliwia; zakres wysokości: około 300 m n.p.m. | DC: 15,4–21 cm DO: 8,8–15,2 cm MC: 110–180 g      | DD          |
|         | Proechimys chrysaeolus    | (O. Thomas, 1898)                 | kolczakowiec złotawy             | gatunek monotypowy | endemit Kolumbii: doliny dolnego biegu rzeki Cauca i rzeki Magdalena na zachód od Andów; zakres wysokości: 50–900 m n.p.m. | DC: 21–22 cm DO: 14,5–16 cm MC: około 370 g       | DD          |
|         | Proechimys mincae         | (J.A. Allen, 1899)                | kolczakowiec schowany            | gatunek monotypowy | endemit Kolumbii: dolina dolnego biegu rzeki Magdalena w Sierra Nevada de Santa Marta; zakres wysokości: 0–500 m n.p.m. | DC: 22–23 cm DO: 20–21 cm MC: brak danych         | DD          |
|         | Proechimys guairae        | O. Thomas, 1901                   | kolczakowiec wenezuelski         | 3 podgatunki       | północno-wschodnia Kolumbia oraz zachodnia i północna Wenezuela (na wschód od Kordyliery Środkowej; zakres wysokości: 0–800 m n.p.m.                                                                                          | DC: 21–24 cm DO: 17–20 cm MC: 340–400 g           | LC          |
|         | Proechimys trinitatis     | (J.A. Allen & F.M. Chapman, 1893) | kolczakowiec trynidadzki         | gatunek monotypowy | Trynidad i Tobago (Trynidad) oraz przyległe przybrzeżne niziny północno-wschodniej Wenezueli; zakres wysokości: 0–1300 m n.p.m.                                                                                               | DC: 26–27 cm DO: 20–21 cm MC: około 460 g         | DD          |
|         | Proechimys hoplomyoides   | (Tate, 1939)                      | kolczakowiec gujański            | gatunek monotypowy | południowa i południowo-wschodnia Wenezuela (stoliwo w Amazonii i Wyżynie Gujańskiej) oraz przyległe zachodnia Gujana i północna Brazylia; zakres wysokości: 130–2300 m n.p.m.                                                | DC: około 21 cm DO: około 15,4 cm MC: brak danych | DD          |
|         | Proechimys brevicauda     | (A. Günther, 1877)                | kolczakowiec krótkoogonowy       | gatunek monotypowy | południowa Kolumbia, wschodni Ekwador, wschodnie Peru, północno-zachodnia Boliwia i zachodnia Brazylia (Acre, być może Amazonas); zakres wysokości: 200–1800 m n.p.m.                                                         | DC: 18,9–25 cm DO: 13,7–16,7 cm MC: 240–490 g     | LC          |
|         | Proechimys longicaudatus  | (Rengger, 1830)                   | kolczakowiec długoogonowy        | gatunek monotypowy | południowo-środkowa Brazylia, wschodnia Boliwia i północny Paragwaj; zakres wysokości: 50–1000 m n.p.m. | DC: 22–25 cm DO: 13,1–15 cm MC: brak danych       | LC          |
|         | Proechimys cuvieri        | F. Petter, 1978                   | kolczakowiec amazoński           | gatunek monotypowy | wschodni Ekwador, północno-wschodnie Peru, południowo-wschodnia Kolumbia i zachodnia Brazylia na wschód od ujścia rzeki Amazonka, na północ do wschodniej Wenezueli i regionu Gujana; zakres wysokości: 0–500 m n.p.m.        | DC: 21–23 cm DO: 14,4–16,8 cm MC: 260–420 g       | LC          |

Kategorie IUCN:  LC  – gatunek najmniejszej troski,  NT  – gatunek bliski zagrożenia,  DD  – gatunki o nieokreślonym stopniu zagrożenia.